# 초기 양자론
초기 양자론(初期量子論, 영어: old quantum theory)은 1900년에서 1925년까지 논의 되었던 양자이론들을 말한다. 이 때의 양자론은 완결성을 가지고 있는 것이 아니라, 오히려 고전역학의 문제를 경험적으로 수정한 것들의 뭉치라고 볼 수 있다. 이 양자이론을 현대의 양자역학에서는 반고전적인 근사로 인식된다. 초기 양자론의 가장 큰, 그리고 마지막 업적은 에드먼드 스토너(Edmund Stoner)가 정한 현대 주기율표와 아르놀트 조머펠트가 보어의 원자모형를 개선한 파울리 배타 원리다.
초기 양자론을 다룰 때의 주된 도구는 고전 시스템에서 다른 상태는 안되고, 허용된 상태 중 하나만에 존재할 수 있다고 하는 보어-조머펠트 양자화 조건이었다.
초기 양자론은 1900년 막스 플랑크가 구한 흑체에서의 빛의 방출과 흡수에 관한 연구와 양자적인 작용을 사용하는 플랑크 법칙의 발견으로 출발했고, 1907년의 발터 네른스트의 고체 연구에 흥미를 느낀 알베르트 아인슈타인의 고체의 비열에 관한 연구로 본격적으로 시작되었다. 아인슈타인과 디바이는 원자의 운동에 양자 원리를 적용하여 비열의 이상 현상을 설명했다. (아인슈타인 모형과 디바이 모형)
1910년에 아르투어 에리히 하스(Arthur Erich Haas)는 논문을 통해 톰슨의 원자 모형을 발전시켰는데, 이 논문은 보어 모형보다 3년 일찍 전자 궤도의 양자화를 통한 수소 원자를 언급하였다.
존 윌리엄 니콜슨(John William Nicholson)은 양자화 각운동량을 h/2π로 하는 원자 모형을 최초로 만든 사람으로 알려져 있다. 보어의 원자 모형에 관한 1913년 논문에서 닐스 보어는 니콜슨을 인용했다.
1913년, 닐스 보어는 나중에 대응원리라고 정의되는 법칙을 제시하고 이를 사용하여 선 스펙트럼을 설명하는 수소원자 모델을 공식으로 만들었다. 이후 몇 년에 걸쳐 아르놀트 조머펠트는 로렌츠와 아인슈타인이 도입한 양자수의 단열불변량 원리를 사용하여 양자규칙을 임의 적분 가능 시스템으로 확장했다. 조머펠트는 각운동량의 z 성분을 양자화함으로써 결정적인 기여를 했다. 이 양자화는 초기양자시대에서는 "공간 양자화"(독일어: Richtungstantelung )라고 불렀다. 보어-조머펠트 모형으로 알려진 이 모델은 양자 축퇴 개념을 도입하고, 전자의 궤도가 타원이 될 수 있도록 했다. 이 이론은 전자 스핀 문제를 제외한 제이만 효과를 정확하게 설명했을 것이다. 보어의 모형보다 조머펠트의 모형이 현대 양자역학적인 그림에 훨씬 더 가깝다.
1910년대부터 1920년대까지 초기 양자론을 사용하여 여러 문제를 해결하려 했지만 상반되는 결과가 나왔다. 분자회전과 진동 스펙트럼이 이해되고 전자의 스핀이 발견되면서, 반정수 양자수의 해의 혼란이 생겼다. 막스 플랑크는 영점 에너지를 도입했고 아르놀트 조머펠트는 상대론적 수소 원자를 반고전적으로 양자화했다. 헨드릭 크라머르스는 슈타르크 효과를 설명했다. 보스와 아인슈타인은 광자에 대한 정확한 양자통계를 내놓았다.

스펙트럼 미세 구조를 설명하기 위해 타원형 궤도를 추가한 수소원자의 태양계 보어 모델(1913)의 조머펠트 확장

크라머르스는 운동의 푸리에 구성 요소를 사용하여 양자상태 간의 전이확률을 계산하는 방법을 제시했으며, 이건 베르너 하이젠베르크와의 공동연구로 원자 전이확률에 대한 반고전적 행렬과 같은 설명으로 확장되었다. 하이젠베르크는 더 나아가 전이 행렬의 버전으로 모든 양자 이론을 재구성하여 행렬 역학을 만들었다.
1924년, 루이 드 브로이는 물질 파동 이론을 도입했고, 얼마 후 알베르트 아인슈타인이 물질파에 대한 반고전적 방정식을 만들었다. 1926년 에르빈 슈뢰딩거는 모호성과 모순 없이 초기 양자론의 모든 것들을 성공적으로 재현한 완전한 양자역학적 파동 방정식을 만들었다. 슈뢰딩거 방정식과 행렬역학은 슈뢰딩거와 다른 사람들이 둘 다 동일한 실험 결과를 예측한다는 것을 증명할 때까지 각각 별도로 연구되었다. 폴 디랙은 1926년, 증명이 된 후, 두 방법 모두 변환이론이라는 일반적인 방법을 통해 얻을 수 있음을 증명했다.
1950년대 조지프 켈러는 Einstein의 1917년 해석을 사용하여 보어-조머펠트 양자화를 현재는 아인슈타인-브릴루앙-켈러 방법으로 알려진 방법을 통해 발전시켰다. 1971년, 마르틴 구츠빌러(Martin Gutzwiller)는 이 방법이 적분가능한 시스템에만 작동한다는 점을 통해 경로 적분으로 혼돈 시스템을 양자화하는 반고전적인 방법을 도출했다.

## 기초 원리
초기 양자론의 기본 아이디어는 원자 시스템의 운동이 양자화되거나 이산적이라는 것이다. 시스템에 모든 것이 허용되는 것이 아니라 양자화 조건을 따르는 것만 허용된다는 점을 빼면 고전역학을 따른다.
{\displaystyle \oint _{H(p,q)=E}p_{i}\,dq_{i}=n_{i}h}
{\displaystyle p_{i}}는 시스템의 운동량을, {\displaystyle q_{i}}는 해당 좌표를 의미한다. 양자수 {\displaystyle n_{i}}는 정수이고 적분은 같은 에너지에서 운동의 한 주기에 걸쳐 수행된다(해밀토니안으로 기술됨). 적분은 위상 공간의 영역으로, 이는 작용이라고 불리는 수량이며 (환원되지 않은) 플랑크 상수 단위로 양자화된다. 이러한 이유로 플랑크 상수는 흔히 작용의 양자라고 불린다.
초기 양자론에서 양자조건를 이해되기 위해선, 고전적인 운동이 분리 가능해야 한다. 즉, 주기적인 모션으로 서술하는 구분된 좌표 {\displaystyle q_{i}}가 있어야 한다. 서로 다른 동작의 주기는 동일할 필요가 없고, 이게 어울리지 않을 수도 있지만 동작이 다중 주기 방식으로 분해되는 좌표 집합이 있어야 한다.
초기 양자론에서의 양자조건의 아이디어는 대응원리였고, 양자화된 양은 단열불변성이어야 한다는 물리적 관찰로 보완된다. 조화진동자로 유도된 플랑크의 양자화 규칙이 주어지면, 두 조건 중 하나는 추가 상수까지 일반 시스템에서 양자화할 올바른 고전적 양을 결정한다.
이 양자화 조건은 윌리엄 윌슨(William Wilson)과 아르놀트 조머펠트가 독립적으로 제안한 윌슨-조머펠트 규칙으로 알려져 있다.

## 한계
초기 양자론에는 몇 가지 한계가 있다.
- 초기 양자론은 스펙트럼 선의 강도를 계산하는 단서가 없다.
- 따라서 비정상적인 제이만 효과(즉, 전자의 스핀을 무시할 수 없는 현상)를 설명하지 못한다.
- 이는 "혼돈"계, 즉 궤도가 닫혀 있지도 않고 주기적이지도 않고 분석 형식이 존재하지 않는 동역학적 계을 양자화할 수 없다.. 고전역학에서 혼란스럽기로 유명한 중력 삼체 문제와 유사하게 2전자 원자 계같은 단순하면서 복잡한 문제를 만들어낸다.

하지만 초기 양자론은 하나 이상의 전자(예: 헬륨)를 가진 원자와 제이만 효과를 설명하는 데 사용될 수 있다. 나중에 고전양자론이 실제로 표준 양자 역학에 대한 반고전적 근사치 라는 것이 제안되었지만 그 한계는 아직 연구 중에 있다.

## 같이 보기
- 보어 모형
- 보어-조머펠트 모형

## 읽을거리
- Thewlis, John (1962). 《Encyclopaedic Dictionary of Physics》.
- Pais, Abraham (1982). “Max Born's Statistical Interpretation of Quantum Mechanics” (PDF). 《Science》 218 (4578): 1193–8. Bibcode:1982Sci...218.1193P. doi:10.1126/science.218.4578.1193. PMID 17802457. S2CID 34406257. Address to annual meeting of the Optical Society of America October 21, 1982 (Tucson AZ). Retrieved 2013-09-08.
- Planck, Max (1922).  Silberstein, L.; Clarke, H. T., 편집. 《The origin and development of the quantum theory》 (영어). Oxford: Clarendon Press.
- 物理学史研究刊行会, 편집. (1970). 《前期量子論》. 東海大学出版会. ISBN 978-4-48-600113-3.